# Sinonimia (semántica)
La sinonimia (del griego ático συνώνυμος [synṓnymos], de συν- [syn-] ‘con’ y el griego dórico y eólico ὄνυμα, ὀνύματος [ónyma, onýmatos] ‘nombre’) es una relación semántica de identidad o semejanza de significados entre determinadas expresiones o palabras de la misma categoría gramatical (llamadas sinónimos). Por lo tanto, los sinónimos son expresiones o palabras que tienen un significado similar o idéntico entre sí, y pertenecen a la misma categoría gramatical. Por ejemplo, sinónimos de desastre son calamidad, devastación, ruina, catástrofe y cataclismo. La prueba estándar de la sinonimia es la sustitución, una palabra puede ser sustituida por otra en una frase sin cambiar su significado. Las palabras se consideran sinónimas sólo en un sentido concreto: ‘largo’ y ‘extendido’ en el contexto de un tiempo largo o extendido son sinónimos, pero ‘largo’ no puede usarse en la familia extensa.  
La sinonimia estricta es bastante rara en las formas de expresión oral y suele darse por la existencia de formas dialectales coexistentes o en formas léxicas del mismo significado, pero usadas en contextos diferentes. La sinonimia parcial es mucho más frecuente.

## Clases de sinonimia
- La sinonimia total. Esta se da cuando dos términos son totalmente intercambiables en cualquier contexto. Dicha sinonimia total es muy poco frecuente (ejemplos: esposo / marido). Es mucho más frecuente la sinonimia parcial que se da cuando dos términos son intercambiables en un determinado contexto, pero no en otros:

Hoy Pedro ha venido alterado del trabajo
(en este contexto alterado, tiene sinonimia parcial con nervioso).
Hemos alterado el orden de los ejercicios
(en este contexto alterado, puede ser cambiado por modificado, sinonimia parcial).
Como se puede observar, nervioso y modificado son sinónimos parciales de alterado, pues cada uno es válido para determinados contextos. Sin embargo, en el primer ejemplo no es posible substituir alterado por modificado (sin cambio de significado) ni en el segundo alterado por nervioso.
Específicamente las clases de sinonimia reconocida son:
- Sinonimia conceptual. Los términos relacionados remiten al mismo referente y significan exactamente lo mismo (a veces puede haber una cierta preferencia de un dialecto por una forma y la preferencia opuesta en otro dialecto). Por ejemplo:

asno - borrico - burro
marido - esposo
alberca - piscina
profesor - docente
real - verdadero
- Sinonimia referencial. Los términos relacionados remiten al mismo referente pero no significan lo mismo, no presentan exactamente los mismos rasgos significativos. Por ejemplo:

limonada - bebida
mesa - mueble
- Sinonimia contextual. Los términos relacionados pueden conmutarse únicamente en determinados contextos. Por ejemplo:

Las legumbres son pesadas (indigestas).
Tu amigo es muy pesado (cansino).
Este trabajo es pesado (duro, arduo).
- Sinonimia de connotación. Los términos relacionados están cargados de valoraciones subjetivas, tanto que se pierde el significado objetivo. Por ejemplo:

Miguel es un monstruo de la informática (genio, hábil, superdotado).

## Sinonimia como figura
La sinonimia también puede referirse a la figura que consiste en usar intencionadamente voces sinónimas de significación similar para amplificar o reforzar la expresión de un concepto, por ejemplo: 

Pérfidos, desleales, fementidos,
crueles, revoltosos y tiranos:
cobardes, codiciosos, malnacidos,
pertinaces, feroces y villanos;
adúlteros, infames, conocidos
por de industriosas, más cobardes manos
Fragmento de El cerco de Numancia, de Miguel de Cervantes.